# 朱明瑛
朱明瑛（1949年—，原名张明瑛），中国女歌唱家、歌舞表演艺术家，原籍山东省临邑县德平镇。其為中国致公党党员，东方歌舞团國家一級演員。

## 生平
朱明瑛出生时原名为张明瑛，自述她的祖爷爷是张之洞。五六岁时，因母亲改嫁，改随继父的姓，为朱明瑛。
四、五岁时，她在北京大众剧场看评剧《刘巧儿》，十分崇拜新凤霞的表演。后来她常设法跑到剧场后台，透过门缝或者钥匙孔看演员化妆。那时，她决心将来一定要当演员，否则就去死。那时，有钱人家的孩子都学习钢琴，但朱明瑛家没钱，学不起钢琴，朱明瑛便趴在窗户上，看别人家学钢琴，手指头随着在窗台上练习弹奏。13岁时，她考入北京舞蹈学校。后来，她进入东方歌舞团担任专业舞蹈演员。当时她只是个普通演员，东方歌舞团组织去国外演出时，把她当作老弱病残留下来，她十分痛苦失落，於是便天天学习英文。
26岁时，她转行成为东方歌舞团歌唱演员。朱明瑛沙哑的嗓音，当时被外界称为“喇叭嗓子”，并且不被中国声乐界认可，说她不配唱歌。她只好找外国歌曲演唱，尤其是学习非洲歌曲。1979年，在北京中山音乐堂亚非拉歌舞晚会上，朱明瑛涂成一身黝黑走上舞台，演唱了非洲扎伊尔歌曲《愿大家都成功》，一举征服所有观众。1980年，30岁的朱明瑛参加新星音乐会。
1980年代，她虽仍然不被中国音乐界所认可，但在民间卻受到热烈欢迎，反响极其火紅，使她的演出不断。1984年，在第二届中国中央电视台春节联欢晚会上，朱明瑛连续独唱了《大海啊故乡》、《回娘家》、《莫愁啊，莫愁》三首歌曲，当时皆成为脍炙人口的歌曲，其中的《回娘家》后来出的磁带半年内销量达到500万份，创造了中国唱片业的奇迹。她的代表作《回娘家》原是邓丽君在1982年首唱的歌曲《小媳婦回娘家》。当时中国大陆尚不能公开收听邓丽君的歌曲。朱明瑛一次偶然发现这首歌曲，在1984年春晚报批节目时，她因邓丽君祖籍为河北邯郸，将该曲报为“河北民歌”，曲名改为《回娘家》，因此使这首歌走进了中国大陆的千家万户。
成名之后，她主动申请出国留学。1985年，由中华人民共和国文化部公派自费赴美国学习现代音乐。1986年，她被中华人民共和国文化部评为一级演员。刚到美国时，朱明瑛一边辛勤打工，一边上课。后来，她开始在美国经商，对文化产业有所了解。1995年，朱明瑛从美国回到中国办学，起初開培训班，到后来创办北京国际艺术与科学学校。此后，她以办学作为自己的主业。

## 作品
朱明瑛擅长亚洲、非洲、拉丁美洲歌舞艺术，兼学習中国古典舞、芭蕾舞、民间舞以及钢琴。1980年代，她能用26种语言演唱，21世纪初能用31种语言演唱世界各国歌曲。朱明瑛载歌载舞、声情并茂的表演深受国内外观众欣赏。
朱明瑛演唱的代表曲目有：
- 《愿大家都成功》（扎伊尔）
- 《愉快的旅行》（黎巴嫩）
- 《拜斯普萨》（埃及）
- 《花笠音头》（日本）
- 《唱吧，唱吧》（美国）
- 《猜谜语》（印度）
- 《摇篮曲》（印度电影《两亩地》插曲）
- 《我的爱至死不渝》（巴基斯坦电影《永恒的爱情》插曲）
- 《回娘家》（中国）
- 《角落之歌》（中国电影《被爱情遗忘的角落》插曲）
- 《大海啊，故乡》（中国电影《大海在呼唤》主题歌）[3]